# جولييت (مغنية كندية)
جولييت هي مغنية كندية، ولدت في 27 أغسطس 1926 في St. Vital, Winnipeg ‏ في كندا، وتوفيت في 27 أكتوبر 2017 في فانكوفر في كندا.

## وصلات خارجية
- جولييت على موقع IMDb (الإنجليزية)
- جولييت على موقع ميوزك برينز (الإنجليزية)
- جولييت على موقع ديسكوغز (الإنجليزية)